# Enkekejserinde Dagmars Ankomst
Enkekejserinde Dagmars Ankomst er en dansk dokumentarisk stumfilm fra 1906 med ukendt instruktør.

## Handling
Enkekejserinde Dagmar af Rusland ankommer til Københavns Havn ombord på et russisk fartøj. Hun modtages af medlemmer af den danske kongefamilie.